# Elżbieta Krzesińska
Elżbieta Maria Krzesińska (Duńska) (Varsó, 1934. november 11. – Varsó, 2015. december 29.) olimpiai bajnok lengyel atléta, távolugró.

## Pályafutása
1952-ben vett részt első alkalommal az olimpiai játékokon. Egyes becslések szerint Helsinkiben copfja miatt maradt le az ezüstéremről. Legjobb ugrásánál ugyanis a haja által hagyott nyomot mérték hossznak, ami úgy 60 centiméterrel lehetett rövidebb a következő nyomnál; végül tizenkettedikként zárt. 1954-ben bronzérmet szerzett az Európa-bajnokságon, valamint még ebben az évben aranyérmet nyert a budapesti Diák Játékokon távolugrásban és öttusában.
1956 augusztusában 6,35-dal új világrekordot állított fel távolugrásban. Ezt az eredményt néhány hónappal később, a melbourne-i olimpián megismételte. A szám döntőjében 6,35-ot ugrott, 26 centiméterrel nagyobbat, mint a végül ezüstérmes amerikai Willye White. Ebben az évben őt választották az év lengyel sportolójának.
1960-ban is jelen volt az olimpián. Bajnoki címét nem sikerült megvédenie, a szovjet Vera Krepkina mögött második lett. Két évvel később a belgrádi kontinensbajnokságon is ezüstérmes lett; ez volt pályafutása utolsó jelentős nemzetközi sikere.
Számos győzelmet szerzett hazája bajnokságában is. Távolugrásban hétszer (1952, 1953, 1954, 1957, 1959, 1962, 1963), 80 méteres gátfutásban egyszer (1957), míg öttusában két alkalommal (1953, 1962) lett lengyel bajnok.
1981 és 2000 között az Egyesült Államokban élt. Ezután hazaköltözött Lengyelországba, életének utolsó éveiben Varsóban élt.

## Egyéni legjobbjai
- Távolugrás - 6,35 méter (1956)